# Xã Rolland, Michigan
Xã Rolland (tiếng Anh: Rolland Township) là một xã thuộc quận Isabella, tiểu bang Michigan, Hoa Kỳ. Năm 2010, dân số của xã này là 1.305 người.